# Nikita Kučerov
Nikita Igorevič Kučerov (rusky Никита Игоревич Кучеров, * 17. června 1993, Moskva) je ruský hokejový útočník hrající v severoamerické National Hockey League za tým Tampa Bay Lightning, který ho v roce 2011 draftoval z 58. pozice.

## Hráčská kariéra

### Juniorská kariéra
Kučerov začínal s hokejem v jeho rodné Moskvě, kde později nastupoval za tamní tým CSKA Moskva, kde si vyzkoušel i Kontinentální hokejovou ligu (KHL). Během draftu NHL 2011 si ho ve 2. kole vybral tým Tampa Bay Lightning jako 58. celkově. Ve snaze adaptovat se na zámořský hokej přešel Kučerov do kanadské juniorské ligy Quebec Major Junior Hockey League (QMJHL), kde nastupoval nejprve za Quebec Remparts a později za tým Rouyn-Noranda Huskies.

### Tampa Bay Lightning
Dne 25. listopadu 2013, během sezóny 2013/14, si připsal ve svém prvním utkání v National Hockey League (NHL) premiérovou branku, když hned jeho první střela na branku skončila za zády Henrika Lundqvista z New Yorku Rangers, čímž se stal sedmým hráčem v historii Lightning, který vstřelil gól ve svém debutu v NHL. Dne 28. října 2014 zaznamenal svůj první hattrick kariéry proti Miku Smithovi z Arizony Coyotes.
Během sezóny 2014/15 měl s Tampou Bay povedený ročník. V základní části si v 82 zápasech připsal 65 bodů za 29 gólů a 36 asistencí. Společně s Maxem Paciorettym ovládl hodnocení +/-, když ziskem +38 kladných bodů získal ocenění NHL Plus/Minus Award. Vytvořil tak nový rekord Lightning, jelikož předtím nikdo tolik kladných bodů v základní části neposbíral. Dne 20. května 2015 se Kučerov připojil k Martinu St. Louisovi jako jediní hráči v historii Lightning, kteří nahráli na dva vítězné góly v prodloužení v jednom play-off. S týmem se probojoval až do finále Stanley Cupu, v němž však nestačil na Chicago Blackhawks, kterému v sérii podlehl 2:4 na zápasy.
Po sezóně 2015/16 a vypršení dosavadní smlouvy se dne 11. října 2016 dohodl jako chráněný volný hráč s vedením Lightning no novém tříletém kontraktu, za který si přijde na 14,3 milionu amerických dolarů.
V Sezoně 2018/2019 vyhrál Nikita Kucherov kanadské bodování NHL (základní část) když za 82 zápasů nasbíral 128 bodů, získal ocenění ART ROSS TROPHY.

## Reprezentační kariéra
Dne 2. března 2016 ho ruský trenér Oļegs Znaroks zařadil na svou soupisku pro Světový pohár v ledním hokeji 2016 v Torontu. Kučerov na turnaji působil v dresu Ruska i se svými parťáky z Tampy Bay Andrejem Vasilevskim a Vladislavem Naměstnikovem. S týmem obsadil konečné 4. místo, když po výsledku 3:5 prohráli v semifinále s Kanadou. Na turnaji zaznamenal ve čtyřech odehraných utkáních 3 kanadské body za 2 branky a 1 asistenci.

## Ocenění a úspěchy
| Ocenění                         | Sezóna / Rok |
| ------------------------------- | ------------ |
| MS18                            |              |
| All-Star Tým MS18 (podle médií) | 2011         |

## Prvenství
- Debut v NHL – 25. listopadu 2013 (Tampa Bay Lightning proti New York Rangers)
- První gól v NHL – 25. listopadu 2013 (Tampa Bay Lightning proti New York Rangers, švédskému brankáři Henrik Lundqvist)
- První asistence v NHL – 23. prosince 2013 (Florida Panthers proti Tampa Bay Lightning)
- První hattrick v NHL – 28. října 2014 (Tampa Bay Lightning proti Arizona Coyotes)

## Klubová statistika
| Sezóna      | Klub                   | Soutěž      |     | Základní část | Základní část | Základní část | Základní část | Základní část |    | Play off | Play off | Play off | Play off | Play off |
| Sezóna      | Klub                   | Soutěž      | Z   | G             | A             | B             | TM            | Z             | G  | A        | B        | TM       |          |          |
| 2009–10     | Krasnaja Armija Moskva | MHL         | 53  | 29            | 25            | 54            | 40            | 5             | 0  | 2        | 2        | 2        |          |          |
| 2010–11     | Krasnaja Armija Moskva | MHL         | 47  | 27            | 31            | 58            | 81            | 10            | 5  | 8        | 13       | 16       |          |          |
| 2010–11     | CSKA Moskva            | KHL         | 8   | 0             | 2             | 2             | 0             | —             | —  | —        | —        | —        |          |          |
| 2011–12     | Krasnaja Armija Moskva | MHL         | 23  | 24            | 19            | 43            | 40            | 7             | 3  | 1        | 4        | 0        |          |          |
| 2011–12     | CSKA Moskva            | KHL         | 18  | 1             | 3             | 4             | 4             | —             | —  | —        | —        | —        |          |          |
| 2012–13     | Quebec Remparts        | QMJHL       | 6   | 3             | 7             | 10            | 2             | —             | —  | —        | —        | —        |          |          |
| 2012–13     | Rouyn-Noranda Huskies  | QMJHL       | 27  | 26            | 27            | 53            | 12            | 14            | 9  | 15       | 24       | 10       |          |          |
| 2013–14     | Syracuse Crunch        | AHL         | 17  | 13            | 11            | 24            | 10            | —             | —  | —        | —        | —        |          |          |
| 2013–14     | Tampa Bay Lightning    | NHL         | 52  | 9             | 9             | 18            | 14            | 2             | 1  | 0        | 1        | 0        |          |          |
| 2014–15     | Tampa Bay Lightning    | NHL         | 82  | 28            | 36            | 65            | 37            | 26            | 10 | 12       | 22       | 14       |          |          |
| 2015–16     | Tampa Bay Lightning    | NHL         | 77  | 30            | 37            | 66            | 30            | 17            | 11 | 8        | 19       | 8        |          |          |
| 2016–17     | Tampa Bay Lightning    | NHL         | 74  | 40            | 45            | 85            | 38            | —             | —  | —        | —        | —        |          |          |
| 2017–18     | Tampa Bay Lightning    | NHL         | 80  | 39            | 61            | 100           | 42            | 17            | 7  | 10       | 17       | 10       |          |          |
| 2018–19     | Tampa Bay Lightning    | NHL         | 82  | 41            | 87            | 128           | 62            | 3             | 0  | 2        | 2        | 19       |          |          |
| 2019–20     | Tampa Bay Lightning    | NHL         | 68  | 33            | 52            | 85            | 38            | 25            | 7  | 27       | 34       | 12       |          |          |
| 2020–21     | Tampa Bay Lightning    | NHL         | —   | —             | —             | —             | —             | 23            | 8  | 24       | 32       | 14       |          |          |
| 2021–22     | Tampa Bay Lightning    | NHL         | 47  | 25            | 44            | 69            | 22            | 23            | 8  | 19       | 27       | 14       |          |          |
| 2022–23     | Tampa Bay Lightning    | NHL         | 82  | 30            | 83            | 113           | 36            | 6             | 1  | 5        | 6        | 11       |          |          |
| 2023–24     | Tampa Bay Lightning    | NHL         | 81  | 44            | 100           | 144           | 22            | 5             | 0  | 7        | 7        | 2        |          |          |
| 2024–25     | Tampa Bay Lightning    | NHL         | 78  | 37            | 84            | 121           | 45            | 5             | 0  | 4        | 4        | 2        |          |          |
| NHL celkově | NHL celkově            | NHL celkově | 803 | 357           | 637           | 994           | 386           | 152           | 53 | 118      | 171      | 116      |          |          |

## Reprezentace
| Rok             | Tým             | Soutěž          | Z  | G  | A  | B  | TM |
| --------------- | --------------- | --------------- | -- | -- | -- | -- | -- |
| 2011            | Rusko 18        | MS18            | 7  | 11 | 10 | 21 | 6  |
| 2012            | Rusko 20        | MSJ             | 7  | 2  | 5  | 7  | 2  |
| 2013            | Rusko 20        | MSJ             | 7  | 5  | 3  | 8  | 4  |
| 2016            | Rusko           | SP              | 4  | 2  | 1  | 3  | 0  |
| 2017            | Rusko           | MS              | 10 | 7  | 8  | 15 | 8  |
| 2019            | Rusko           | MS              | 10 | 6  | 10 | 16 | 4  |
| Junioři celkově | Junioři celkově | Junioři celkově | 21 | 18 | 18 | 36 | 12 |
| Senioři celkově | Senioři celkově | Senioři celkově | 24 | 15 | 19 | 34 | 12 |